# فرودگاه کاسنیی
فرودگاه کاسنیی (به انگلیسی: Kasenyi Airport) یک فرودگاه غیرنظامی است که یک باند فرود سنگفرش دارد. این فرودگاه در کشور اوگاندا قرار دارد و در ارتفاع ۹۳۰ متری از سطح دریا واقع شده است.